# Núria de Dalmases i Balañà
Núria de Dalmases i Balañà   (Barcelona, 27 de març de 1950 - 26 de març de 2023) va ser una catedràtica d'història de l'art catalana especialitzada en orfebreria medieval. Era doctora en filosofia i lletres per la Universitat de Barcelona i catedràtica d'història de l'art per la Universitat Autònoma de Barcelona, on va treballar com a directora del Departament d'Història de l'Art de la Facultat de Geografia.

## Trajectòria
Especialista en art medieval català i en orfebreria de la Corona d'Aragó, va obtenir el Premi Puig i Cadafalch de l'Institut d'Estudis Catalans amb la seva tesi Orfebreria catalana medieval. Barcelona 1300-1500, publicada el 1992. Més endavant va realitzar desenes de publicacions entre les quals destaquen Argenteria andorrana: estudi introductori, sobre la catalogació de l'orfebreria a Andorra, o la seva col·laboració en l'obra L'art gòtic a Catalunya del Grup Enciclopèdia Catalana.
Va formar part del Consell Assessor del Patrimoni del Departament de Cultura de la Generalitat de Catalunya, així com de la Comissió Territorial del Patrimoni Cultural de Barcelona. Des del 1996, va ser membre numerària de la Secció Històrico-Arqueològica de l'Institut d'Estudis Catalans i membre del patronat de la Fundació Amatller.